# Nicolae Grigorescu (métro de Bucarest)
Pour les articles homonymes, voir Grigorescu.
Nicolae Grigorescu (en roumain : stația Nicolae Grigorescu, anciennement stația Leontin Sălăjan) est une station de métro roumaine des lignes M1 et M3 du métro de Bucarest. Elle est située Boulevard Camil Ressu dans le quartier Titan], secteur 3 de la ville de Bucarest.
Elle est mise en service en 1981.
Exploitée par Metrorex elle est desservie par des rames des lignes M1 et M3 qui circulent quotidiennement entre 5 h 0 et 23 h 0 (heure de départ des terminus). Une station du tramway de Bucarest et des arrêts de bus sont situés à proximité.

## Situation sur le réseau
Établie en souterrain, la station de bifurcation Nicolae Grigorescu dispose de deux plateformes car elle est située après la fin du tronçon commun aux lignes M1 et M3.
La plateforme de la ligne M1 dispose d'un quai central encadré par les deux voies, elle est située entre les stations Dristor 1, en direction de Dristor 2, et Titan, en direction de Pantelimon.
La plateforme de la ligne M3 dispose de deux voies centrales encadrées par deux quais latéraux, elle est située entre les stations de Dristor 1, en direction de Preciziei, et 1 Decembrie 1918, en direction d'Anghel Saligny.

## Histoire
La station de passage « Leontin Sălăjan » est mise en service le 28 décembre 1981, lors de l'ouverture à l'exploitation du tronçon, long de 10,1 kilomètres de Timpuri Noi à Republica. Leontin Sălăjan était un militaire et un responsable communiste, en 1990 la station est renommée avec le nom du peintre Nicolae Grigorescu.
La plateforme de la ligne M3 est mise en service le 20 novembre 2008, lors de l'ouverture du tronçon jusqu'à la station Linia de Centura (renommée ensuite Anghel Saligny), les circulations s'effectuent sous forme de navettes entre ces deux stations, Nicolae Grigorescu est un terminus permettant les correspondances avec la ligne M1. Cette exploitation en navette est supprimée le 4 juillet 2009 lors de la réorganisation avec la création tronçon commun aux lignes M1 et M3.

## Service des voyageurs

### Accueil
La station dispose de quatre bouches sur le boulevard Camil Ressu. Des escaliers, ou des ascenseurs pour les personnes à mobilité réduite, permettent de rejoindre la salle des guichets et des automates pour l'achat des titres de transport (un ticket est utilisable pour un voyage sur l'ensemble du réseau métropolitain). Les deux plateformes sont reliées par un passage souterrain piéton permettant les correspondances.

### Desserte
À la station Nicolae Grigorescu, la desserte quotidienne débute avec le passage des rames parties des stations terminus des lignes à 5 h 0 et se termine avec le passage des dernières rames ayant pris le départ à 23 h 0 des stations terminus.

### Intermodalité
Le Tramway de Bucarest dispose à proximité  des stations Iliora et Piața Titan, desservies par la ligne 27. Il y a également plusieurs arrêts d'autobus des lignes 102, 243 et N111.